# Дом Де Варгас

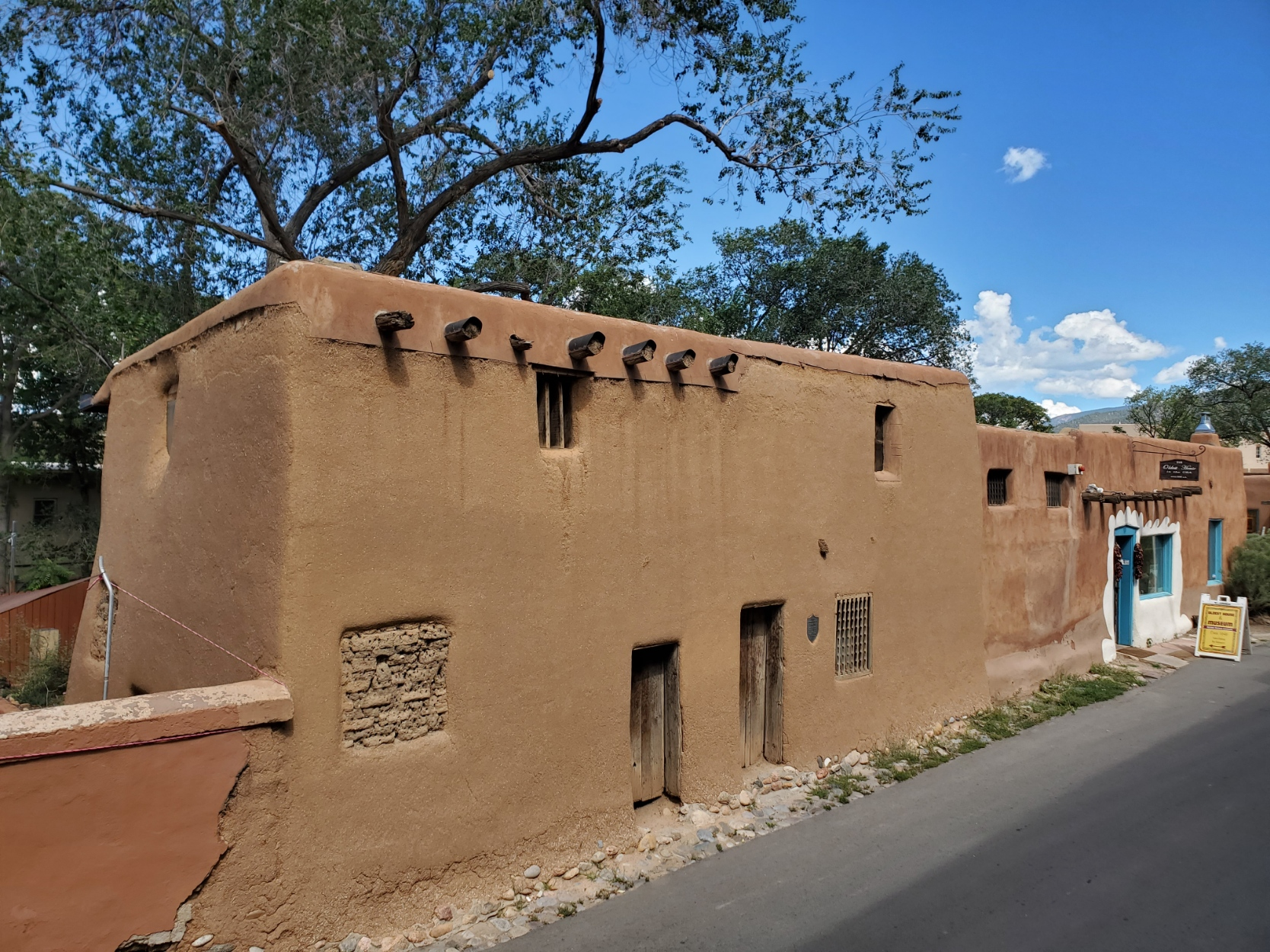
Дом на улице де Варгас, 215

Дом на улице Де Варгас  номер 215 (англ. De Vargas Street House), который часто называют просто «Старейший Дом» (англ. The Oldest House) — это исторический дом, находящийся в городе Санта Фе, Нью-Мексико, США. Считается одним из старейших зданий в США. Большая часть дома датируется испанским колониальным периодом (после 1610).

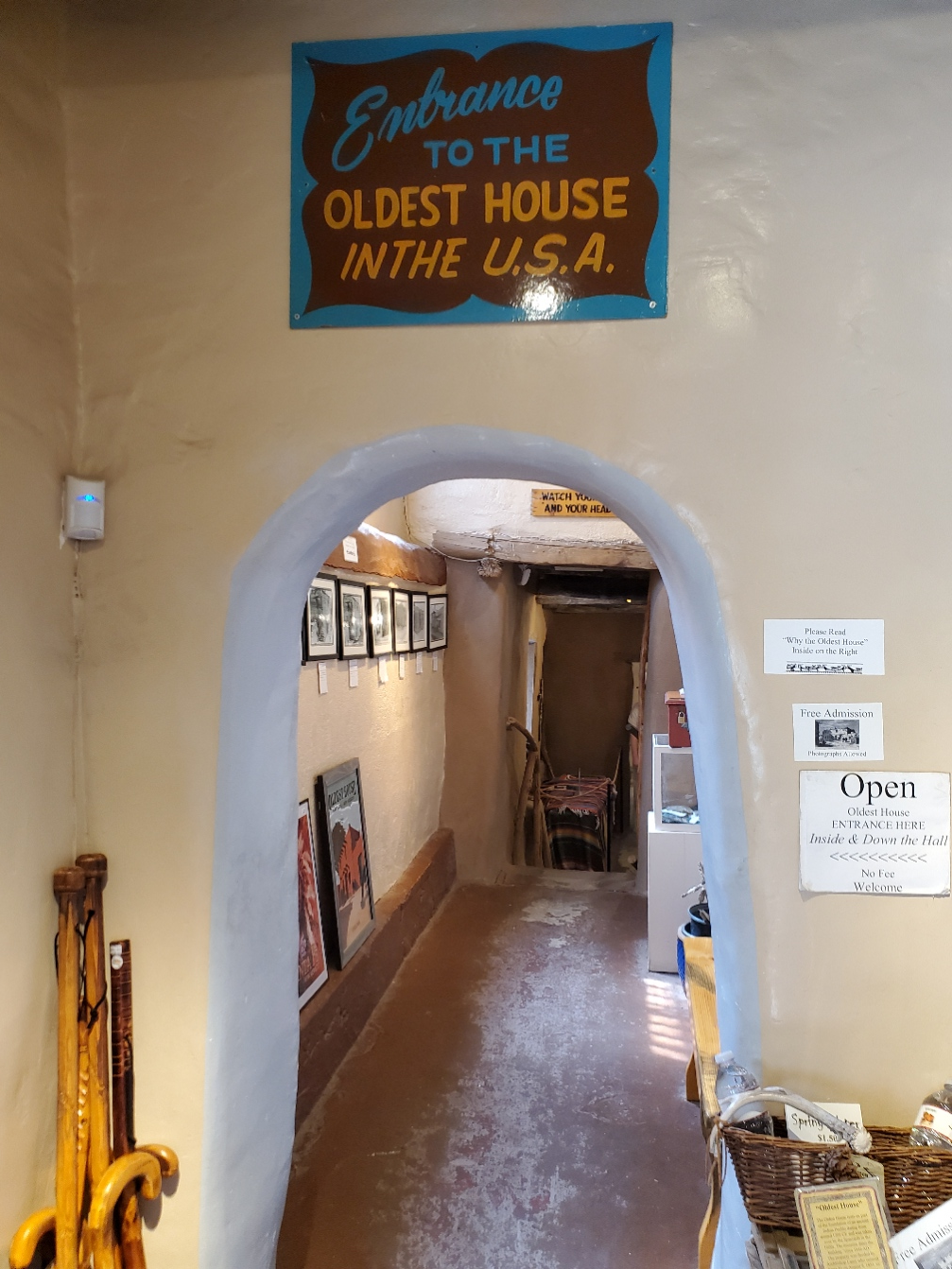
Внутри дома

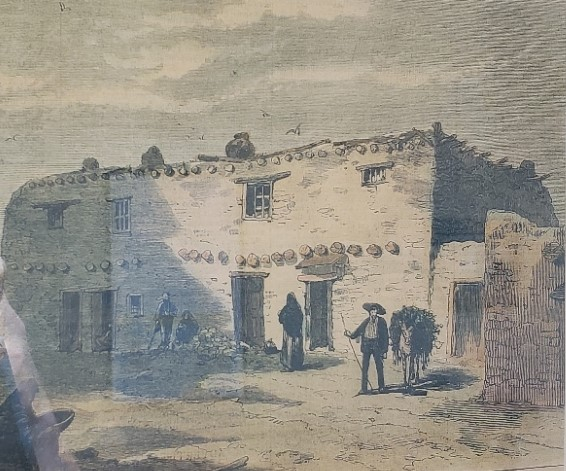
Фрагмент дома из журнала в 1888 году

## История
Фундамент дома 215 на улице Де Варгас предположительно находится на месте поселения индейцев пуэбло. Согласно местной легенде, дом уже стоял на этом месте во время прибытия колонистов, когда в 1598 году Дон Хуан де Оньяте возглавил группу испанских конкистадоров в поиске места для основания постоянного поселения: именно к этому времени относится основание будущего города Санта-Фе.
Здание было названо «старейшим домом» в Санта-Фе на карте Стоунера в 1882 году, а также присутствует уже на карте Уррутиа в 1766-68 годах, которая изображала постройки возле церкви Сан-Мигель.
31 июля 1881 дом, хотя не упомянутый в городских архивах, был продан за $3.000 епископом Лэми. Покупателями были Христианские Братья из церкви Сан-Мигель. Вплоть до 1920-го дом 215 на улице Де Варгас оставался жилым, представляя все культуры Санта Фе. Сейчас дом представляет собой туристический объект.

## Исследования
Среди исследователей существуют различные мнения по поводу фактической датировки этой постройки. По мнению американского археолога Адольфа Бандельера, дом датируется 1690-ми годами. В 1933 году дом исследовался У. С. Сталлингсом, который пришёл к выводу, что дом не может относиться к доиспанскому времени: его дендрохронологические исследования показали, что отдельные балки крыши первого этажа относятся ко времени между 1741 and 1768 годами. Не исключено, что дом существовал уже в XVII в. и был восстановлен после Восстания пуэбло в 1680. Но, скорее всего, он не является старейшим жилым домом в США: дом Гонсалесов-Альваресов в городе Сент-Огастин намного старше.

## Городские легенды
Согласно местной легенде, в доме некогда жили две ведьмы, торговавшие приворотными зельями. Однажды одна из них отрубила голову недовольному клиенту, и в годовщину его смерти можно увидеть, как голова убитого катится по дороге.